# Gerda Paumgarten
Gerda Paumgarten, née le 4 février 1907 à Graz et morte le 1er janvier 2000 à Vienne, est une skieuse alpine autrichienne. Elle est la sœur cadette d'Harald Paumgarten, champion de ski nordique.

## Palmarès

### Championnats du monde
| Épreuve / Édition               | Descente | Slalom | Combiné |
| ------------------------------- | -------- | ------ | ------- |
| Mondiaux 1932 Cortina d'Ampezzo | 7e       | 11e    | 9e      |
| Mondiaux 1933 Innsbruck         | Bronze   | 6e     | Argent  |
| Mondiaux 1936 Innsbruck         | 5e       | Or     | Bronze  |

### Arlberg-Kandahar
- Vainqueur du Kandahar 1936 à Sankt Anton
  - Vainqueur du slalom 1936 à Sankt Anton